# Andriej Kołotwin
Andriej Kołotwin (ros. Андрей Колотвин; ur. 21 stycznia 1972) – kazachski narciarz alpejski, uczestnik Zimowych Igrzysk Olimpijskich 1994 w Lillehammer.

## Osiągnięcia

### Igrzyska olimpijskie
| Miejsce | Dzień     | Rok  | Miejscowość | Konkurencja | Czas biegu | Strata | Zwycięzca  |
| ------- | --------- | ---- | ----------- | ----------- | ---------- | ------ | ---------- |
| 43.     | 13 lutego | 1994 | Lillehammer | Zjazd       | 1:45,75    | +4,64  | Tommy Moe  |
| 29.     | 19 lutego | 1994 | Lillehammer | Kombinacja  | 3:17,53    | +17,06 | Lasse Kjus |